# Disc wobble

## Introducción
El Disc wobble o Wobble groove (como también se le conoce) es una técnica desarrollada por la Royal Philips Electronics NV para dificultar el duplicado de DVD.

## Funcionamiento
- Consiste en codificar datos de protección ocultos en el surco del DVD. Normalmente el surco del DVD forma una espiral en donde está la información de video codificada. El Disc Wobble cambia la forma de la espiral añadiendo una pequeña desviación de los pits y los lands que forman la espiral, y en esta desviación es donde está la clave de autentificación.

- Esta desviación puede ser detectada por el reproductor, que la corrige para que el DVD pueda ser reproducido correctamente, y al mismo tiempo identifica al disco como original.

- La seguridad del sistema consiste en que, aunque el lector puede detectar el sistema, los grabadores comercializados no pueden grabar DVD’s con esta desviación ya que las herramientas necesarias para poder grabar un DVD con Disc Wobble son muy sofisticadas.

- El problema está en que para que este sistema funcione, los reproductoers de DVD tienen que estar preparados para detectar y decodificar esta clave, por tanto, los reproductores actuales quedarían obsoletos.